# Plaza de San Pablo (Valladolid)
La plaza de San Pablo es una de las plazas más emblemáticas de la ciudad de Valladolid (Castilla y León, España).

## Historia

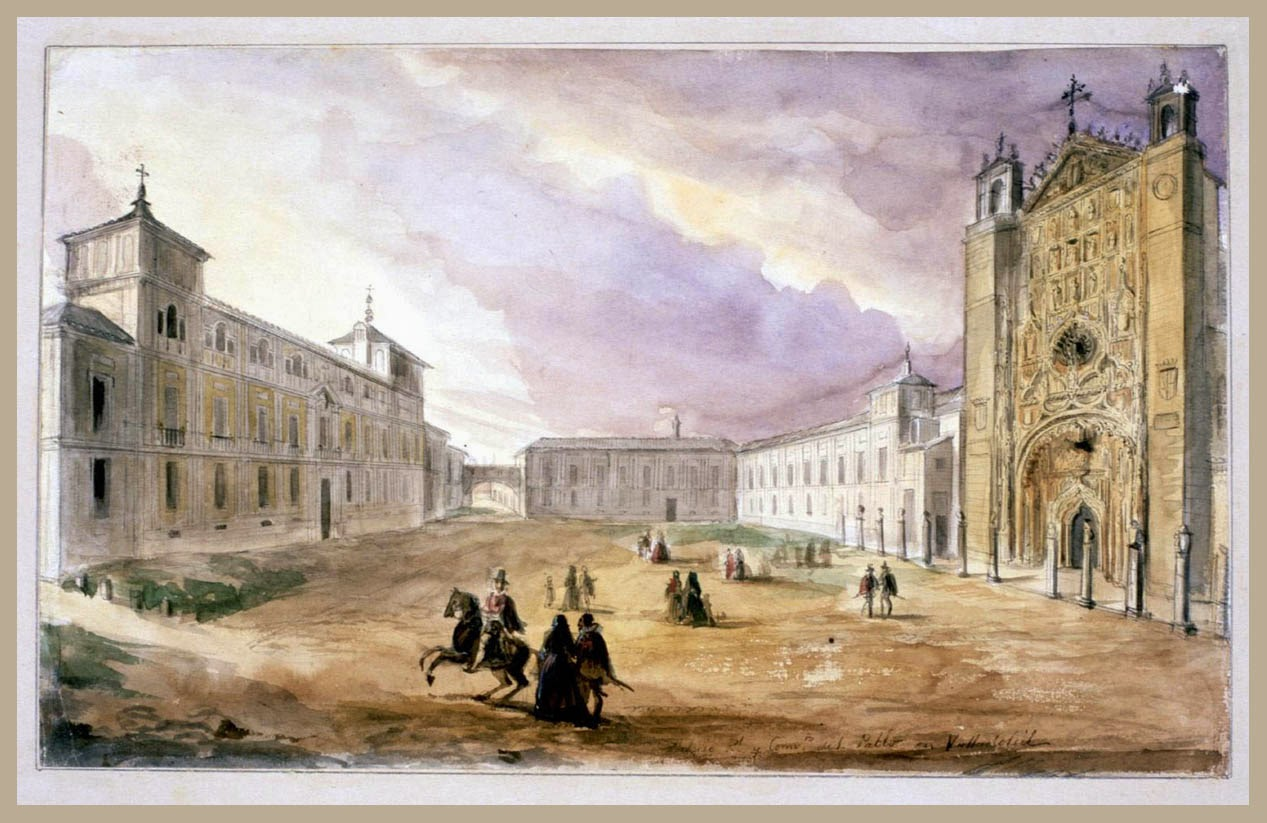
Pintura de Valentín Carderera de como era la plaza en torno al año 1820.

Fue construida extramuros de la primitiva ‘cerca vieja’ o interior que delimitaba el casco urbano de Valladolid en el siglo X, época en la que se encontraba situada junto a la puerta de Cabezón, en el extremo norte de la ciudad. Durante sus más de diez siglos de existencia, ha sido uno de los principales puntos neurálgicos de la ciudad, con una notable impronta clerical durante la Edad Media, palaciega durante el Renacimiento y el Barroco, transformada en espacio cultural y turístico en los siglos XX y XXI.

## Descripción

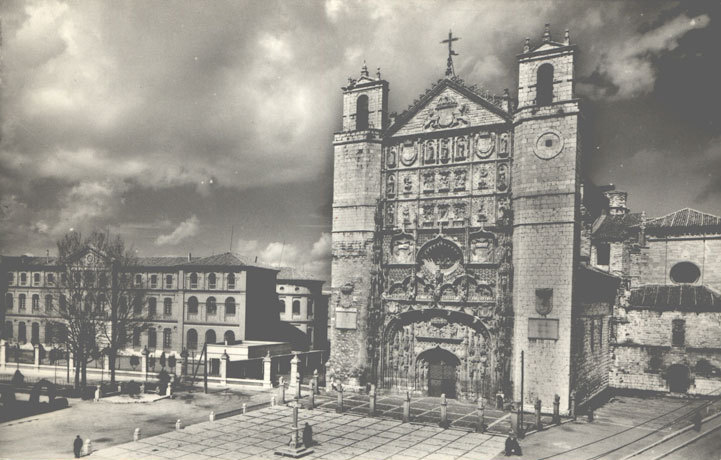
Parte de la plaza a principios del

En nuestros días es uno de los principales espacios urbanos de la ciudad de Valladolid, compartiendo protagonismo con la plaza Mayor, la plaza de Zorrilla y la plaza de España. Su adaptación a las necesidades cambiantes de cada época, ha propiciado que en la actualidad conserve uno de los principales conjuntos de edificios históricos de la ciudad, entre los que destacan la iglesia de San Pablo, el palacio Real y el palacio de Pimentel, los llamados sitios reales en siglos pasados. 
Junto a ellos, existen otros inmuebles notables como son el palacio de Justicia, el instituto Zorrilla o el colegio El Salvador. En uno de los laterales de la zona centro de la plaza se encuentra situada la estatua del monarca Felipe II, nacido en la ciudad de Valladolid, y frente a la iglesia, precediendo al atrio de su fachada principal, un crucero procedente de la iglesia de Santiago.
Además, en la plaza confluyen numerosas calles, consecuencia del papel central que esta plaza desempeñó durante siglos en la vida de la ciudad. Entre ellas destacan las de Cadenas de San Gregorio (donde se encuentra el Museo Nacional de Escultura) y la de las Angustias, junto con otras que facilitaban el acceso, como la de Felipe II, del León, San Quirce, de Esteban García Chico o la de Cardenal Torquemada (donde se encuentra el antiguo hospital Río Hortega).

## Edificios

### Iglesia conventual de San Pablo

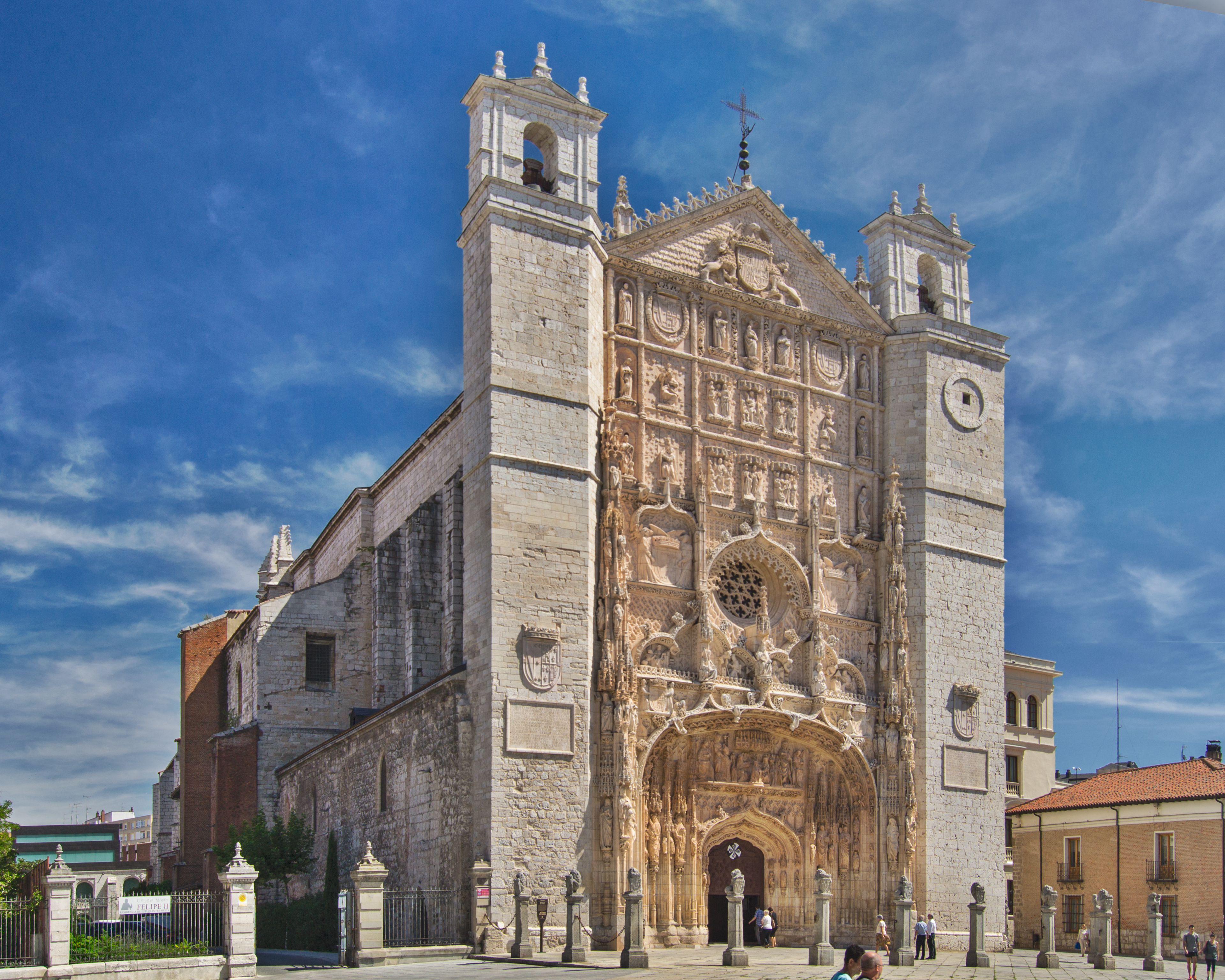
la iglesia conventual de San Pablo, escenario de numerosas ceremonias reales, preside con la imaginería en piedra de su fachada.

La iglesia conventual de San Pablo es uno de los edificios históricos más importantes de Valladolid y también de los más representativos debido a su espectacular fachada gótica. Se encuentra anexa al colegio de San Gregorio y próxima al resto de sedes del Museo Nacional de Escultura.
Entre 1445 y 1468, fue el cardenal Fray Juan de Torquemada, tío del inquisidor general Tomás de Torquemada, quien sufragó las obras para la construcción de la iglesia definitiva gracias a las bulas papales. En 1601, con el traslado de la capital del Imperio a Valladolid (véase: Capitalidad de Valladolid), el duque de Lerma, valido de Felipe III, se convirtió en su patrono; costeó la reforma de su fachada principal y dotó al convento de numerosas obras de arte. Finalmente, entre 1613 y 1616, se efectuaron reformas en estilo herreriano de algunas capillas de la nave y el coro bajo la dirección de Diego de Praves.
En la iglesia de San Pablo fueron bautizados los reyes Felipe II y Felipe IV. En la actualidad, el Convento acoge el Instituto Superior de Filosofía de Valladolid, adscrito a la Universidad Pontificia de Salamanca.

### Palacio de Pimentel

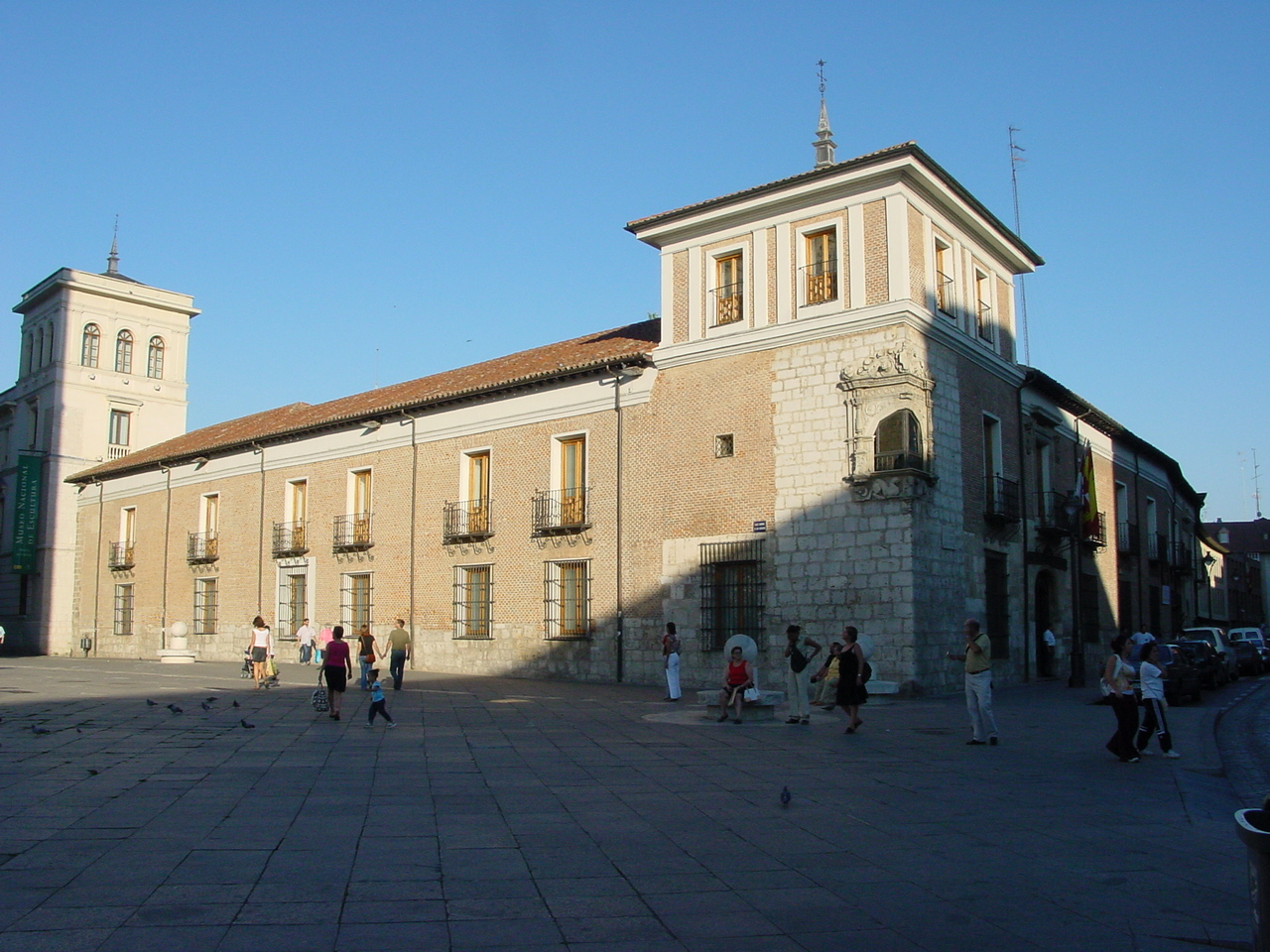
Palacio de Pimentel

El palacio de Pimentel, actual sede de la Diputación de Valladolid, fue construido en el siglo XV. Uno de sus atractivos es su famosa ventana plateresca, de comienzos del siglo XVI, que se encuentra en la esquina. Fue el lugar de nacimiento de Felipe II.
El palacio consta de dos alturas en el cuerpo principal y tres en el torreón. Los materiales utilizados son el ladrillo excepto en el remate de las esquinas, la portada y el zócalo, que fueron realizados en piedra. A partir de 1985 el palacio ss sometió a una profunda restauración según proyecto del arquitecto Ángel Ríos.
Desde la inauguración de la sala de exposiciones, tras la restauración del palacio en 1990, con una extensión aproximada de 260 metros cuadrados, ha desarrollado una línea expositiva en la que se conjuga la difusión de artistas locales con los de otras comunidades.

### Palacio Real

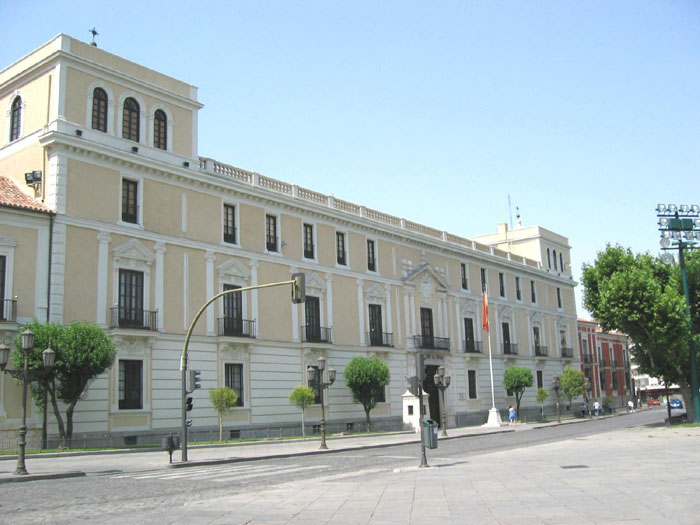
Palacio Real

El palacio Real, actual sede de la IV Subinspección General del Ejército de Tierra, fue la residencia oficial de los Reyes de España en Valladolid. En especial cuando Valladolid fue la capital del imperio español entre 1601 y 1606 cuando fue residencia permanente. Luego, en 1606 la capitalidad volvió a Madrid para siempre.
Fue habitado por los monarcas españoles Carlos I, Felipe II y Felipe III y también por Napoleón Bonaparte durante la Guerra de Independencia (enero de 1809). En él nació además el 8 de abril de 1605 el futuro rey Felipe IV. Ha llegado al presente con numerosas alteraciones estructurales de sus primitivas trazas, concluidas en torno a 1528.

### Palacio de Villena

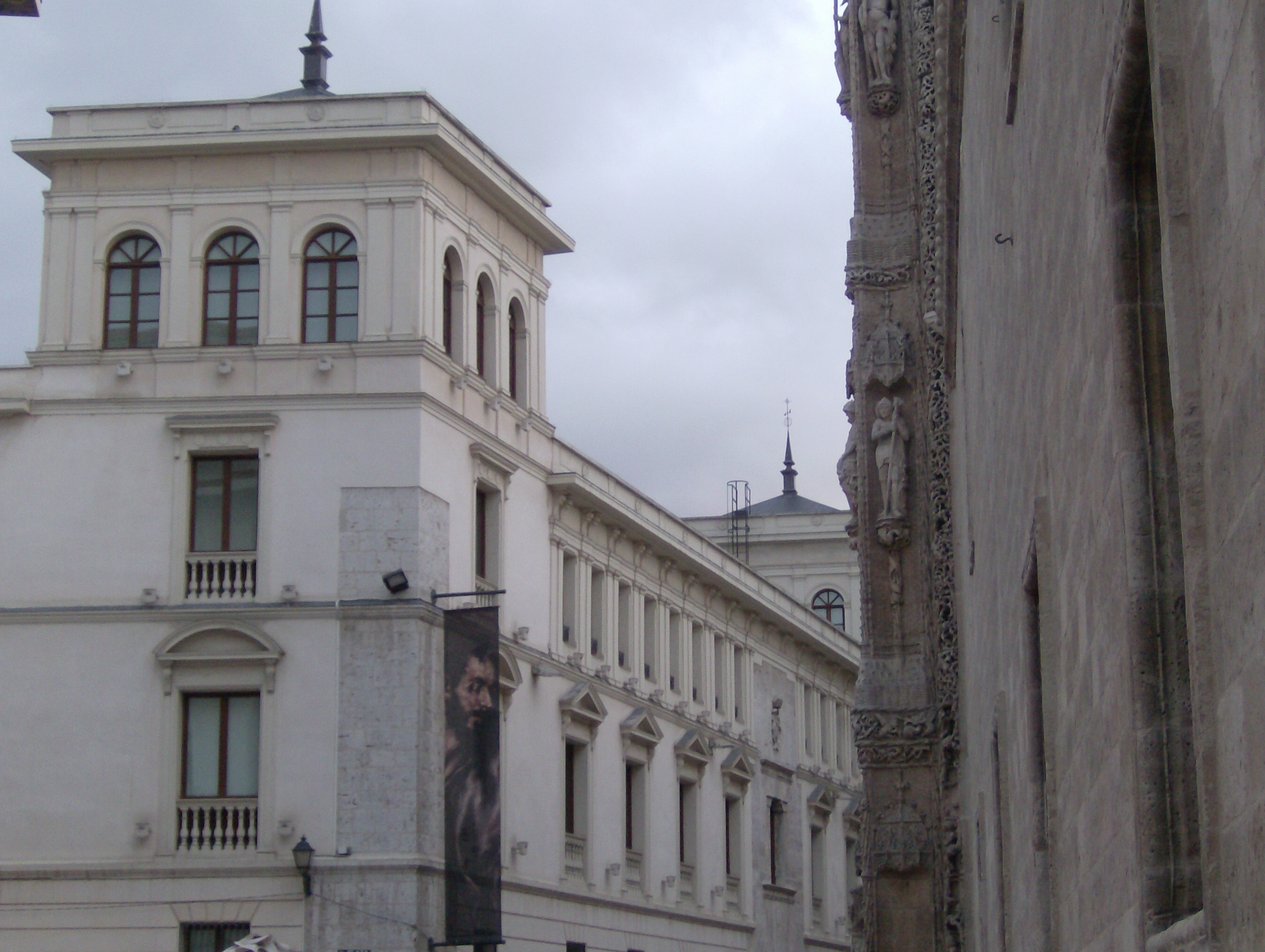
Palacio de Villena

El palacio de Villena actualmente forma parte del Museo Nacional de Escultura, albergando la biblioteca, la sala de conferencias, los talleres de restauración, el depósito y el belén napolitano. Su construcción se inició a mediados del siglo XVI. Se encuentra en una esquina enfrente del colegio de San Gregorio, detrás del Palacio de Pimentel.
En sus más de cuatro siglos de historia, el palacio ha tenido distintos dueños, pasando de familia en familia por sucesivas herencias, entre los que destacan: la esposa del marqués de Villena en el siglo XVIII, y posteriormente los duques de Pastrana, el infantado y marqueses de Pombo y Alonso Pesquera. El emperador Carlos V pernoctó en numerosas ocasiones en este palacio.

### Instituto Zorrilla

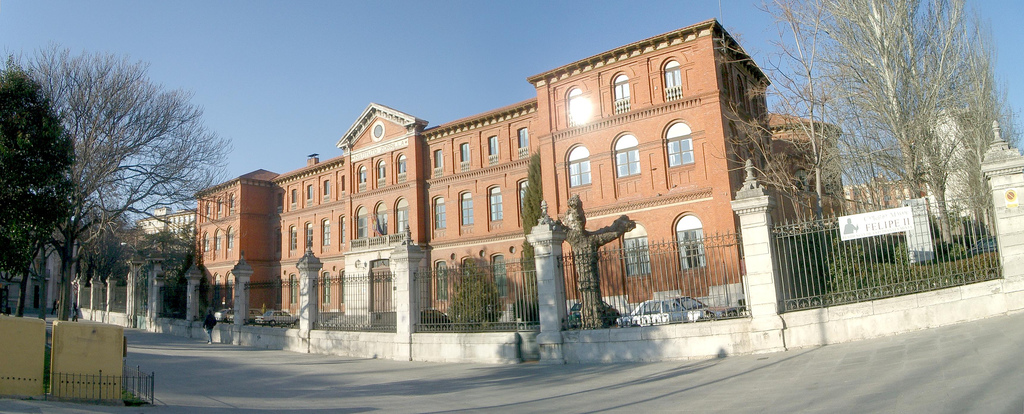
Vista del Instituto de Enseñanza Media Zorrilla

El IES Zorrilla es uno de los más conocidos de la ciudad y de los que mejor fama académica tiene. Erróneamente a veces se le llama José Zorrilla, pero su nombre únicamente es Zorrilla a secas. Se aprueba la creación de este instituto público en 1901 por parte del ministerio. El edificio fue inaugurado el 30 de septiembre de 1907 (para que pudieran comenzar las clases el 2 de octubre) tras 4 años de construcción. El presupuesto total de la obra fue de 679 189,39 pesetas de la época. 
En 1990, debido a las necesidades de aulas, se construye un nuevo edificio de aulas y otros servicios al fondo del patio, al lado del gimnasio.

### Colegio El Salvador

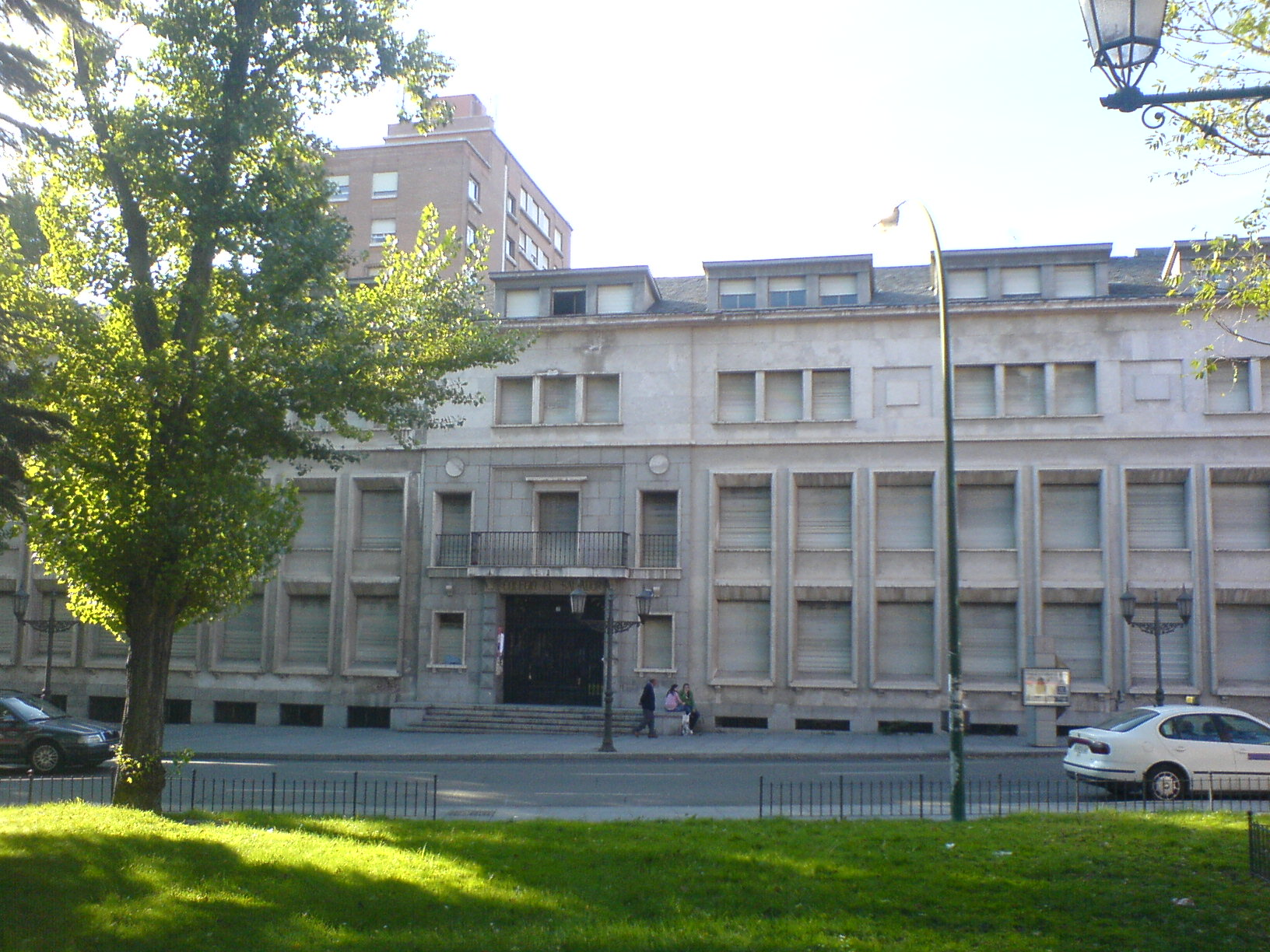
Colegio El Salvador

El actual edificio, de color blanco, situado entre esta plaza y el viejo hospital Río Hortega, fue construido en 1957, sustituyendo al anterior que desarrollaba la misma tarea desde el curso 1918/1919 cuando se produjo el traslado del colegio a la plaza San Pablo tras abandonar las instalaciones originales ubicadas en la calle El Salvador, donde se estableció en 1906. Como hecho particular, el colegio fue el lugar de fundación en 1960 del club de rugby El Salvador, bajo los auspicios del profesor y sacerdote católico francés Georges Bernés. Miles de alumnos pasaron por sus aulas hasta junio de 2003, cuando se cerró el centro. 
Desde entonces ha habido varios proyectos. En 2005 se pensó en construir un hotel de 5 estrellas, proyecto que fue desechado al año siguiente. Ese mismo año, se especuló con la posibilidad de remodelar el edificio y convertirlo en la nueva Ciudad de la Justicia y en junio de 2007 esta opción se cayó. Actualmente, la única posibilidad estudiada de momento es construir un futuro palacio de Congresos en esa parcela, aunque de momento con pocas probabilidades de llevarse a cabo en un plazo breve.

### Palacio de Justicia

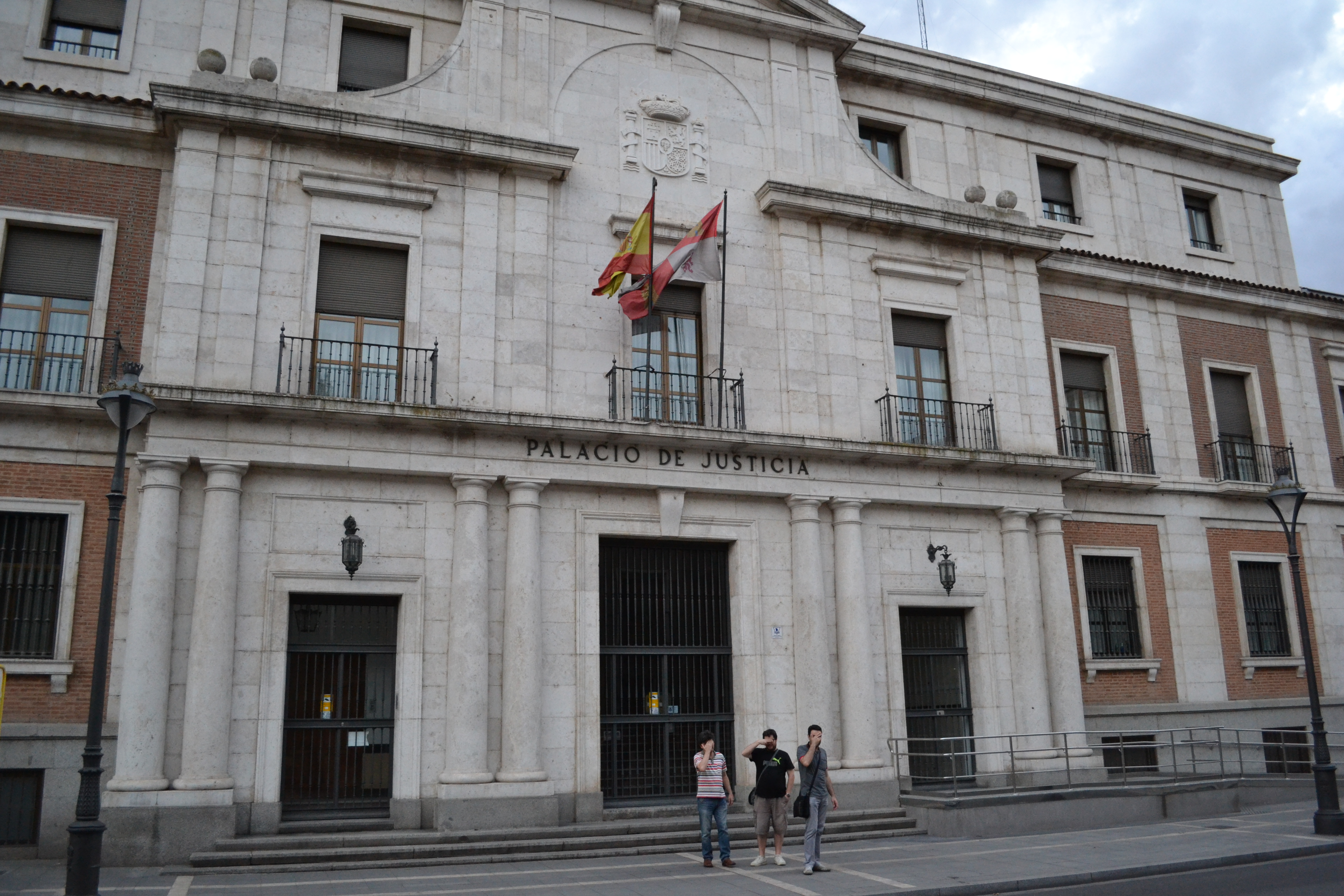
Audiencia provincial de Valladolid-palacio de Justicia

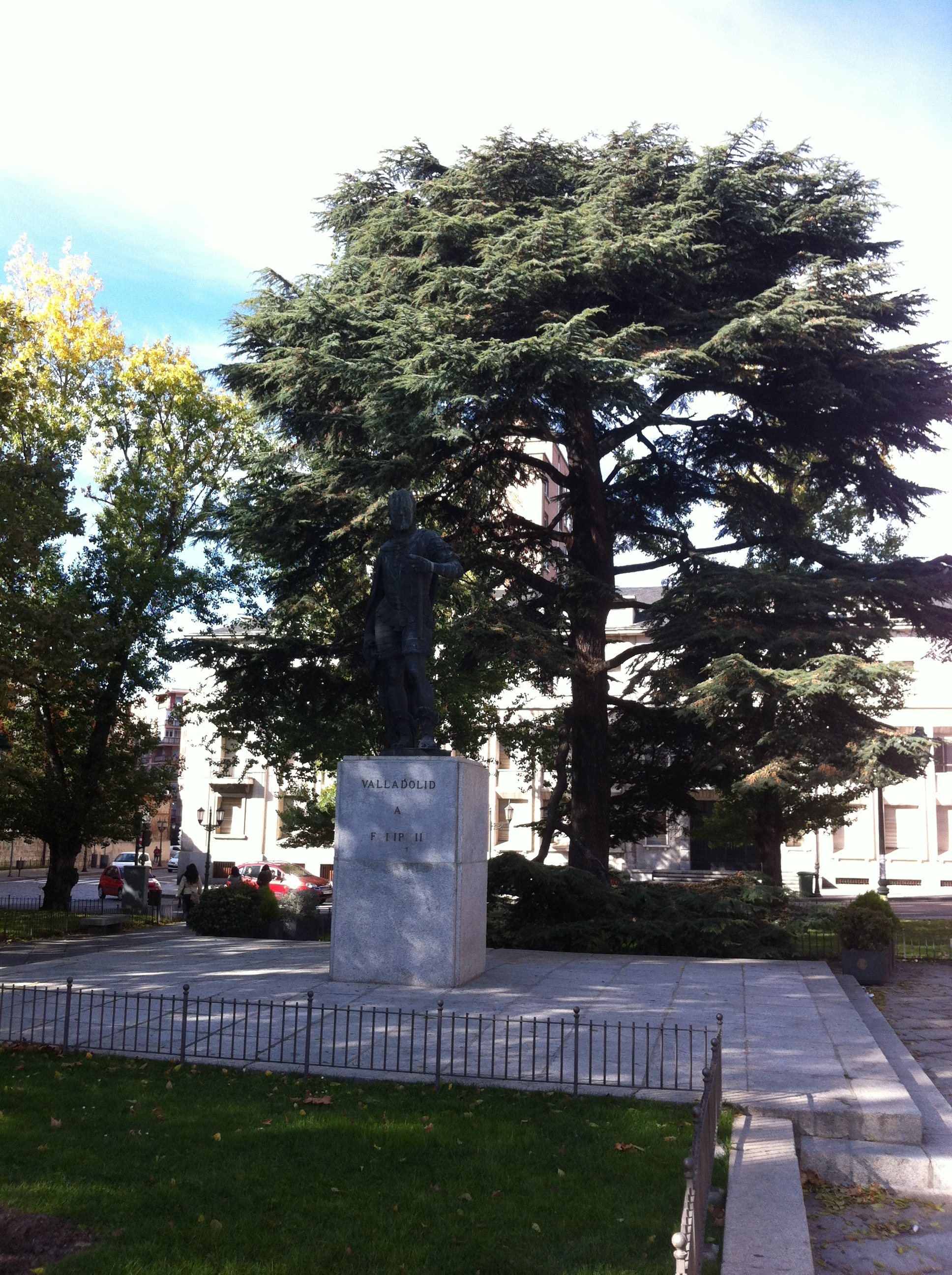
Estatua de Felipe II. Detrás un cedro plantado hacia 1880, junto con otros en el Campo Grande

Fue construido para albergar las dependencias judiciales que se encontraban emplazadas en el palacio de los Vivero. En la actualidad es la sede de la Audiencia Provincial de Valladolid. Se encuentra situado en una esquina, justo donde finaliza la plaza de San Pablo y se inicia la calle de las Angustias. Es uno de los edificios más modernos de la plaza, al haber sido inaugurado el 17 de diciembre de 1960 por el ministro de justicia de entonces, Antonio Iturmendi, siendo Presidente de la Audiencia Territorial de Valladolid Cándido Conde Pumpido.